# Филип Николов
Филип Николов Атанасов е български общественик, деец на Македонската емиграция в България.

## Биография
Филип Николов е роден на 11 ноември 1891 година в леринското село Горно Върбени, тогава в Османската империя. През Балканските войни е доброволец в Македоно-одринското опълчение и служи във Втора рота на Девета велешка дружина. Носител е на орден „За храброст“ IV степен.
Участва в Първата световна война като офицерски кандидат в Единадесета пехотна македонска дивизия. Произведен е в чин подпоручик в редиците на Шестдесет и втори пехотен полк. Награден е с ордени „За заслуга“ и „За храброст“, III степен.
След войните се установява в свободна България. Участва на обединителния конгрес на СМЕО и МФРО от януари 1923 година като делегат от Белишкото братство. Участва дейно в Кърджалийското благотворително братство и е негов секретар през 1926 година. Секретар е на Десетия конгрес на Съюза на македонските емигрантски организации от 1932 година.